# Самохин, Пётр Филатович
Пётр Филатович Самохин (1911—1943) — участник Великой Отечественной войны, заместитель командира мотострелкового батальона 106-й танковой бригады (12-й танковый корпус, 3-я гвардейская танковая армия, Центральный фронт), капитан. Герой Советского Союза (1944, посмертно).

## Биография
Родился 22 декабря 1911 года в поселении Кудинов Кут Сальского округа области Войска Донского (ныне хутор Кут-Кудинов Дубовского района Ростовской области) в семье крестьянина. Русский.
Окончил 6 классов. Работал в колхозе.
В Красной Армии с 1933 года. В 1938 году окончил курсы младших лейтенантов.
На фронте Великой Отечественной войны с июня 1941 года. Заместитель командира мотострелкового батальона комсомолец капитан Самохин отличился в боях за освобождение деревни Сычи, села и станции Золотарёво (Свердловский район Орловской области). Несмотря на контузию, заменил выбывшего из строя командира батальона и несколько раз водил батальон в атаку.
Погиб при отражении контратаки противника в бою за деревню Реутово 29 июля 1943 года.
Указом Президиума Верховного Совета СССР «О присвоении звания Героя Советского Союза генералам, офицерскому, сержантскому и рядовому составу Красной Армии» от 15 января 1944 года за «образцовое выполнение боевых заданий командования на фронте борьбы с немецкими захватчиками и проявленными при этом отвагу и геройство» удостоен звания Героя Советского Союза посмертно.
Похоронен в селе Змиево Свердловского района Орловской области.